# King Clancy Memorial Trophy
Il King Clancy Memorial Trophy è un premio istituito dalla National Hockey League ed assegnato al giocatore che meglio esemplifica le qualità di leader dentro e fuori dal ghiaccio e che fornisce un contributo significativo alla sua comunità dal punto di vista umanitario. Fin dalla sua creazione nel 1988 nessun giocatore ha vinto il trofeo più di una volta; i candidati vengono selezionati attraverso un'apposita lista stilata dalla Professional Hockey Writers' Association e dalla NHL Broadcasters' Association.

## Storia
Il King Clancy Memorial Trophy è intitolato alla memoria di Francis M. "King" Clancy, giocatore degli Ottawa Senators e dei Toronto Maple Leafs successivamente divenuto allenatore, arbitro e dirigente. Il trofeo fu consegnato per la prima volta nel 1988, offerto dall'allora proprietario dei Maple Leafs Harold Ballard, il quale definì Clancy "uno dei più grandi filantropi mai esistiti". Nessun giocatore ha ricevuto il premio più di una volta, tuttavia tre franchigie contano più di un successo. Per tre volte infatti i giocatori dei Calgary Flames e degli Edmonton Oilers hanno ottenuto il premio, mentre con due titoli seguono i Boston Bruins e i Detroit Red Wings e i Vancouver Canucks.
Nella storia del trofeo sei diverse franchigie canadesi hanno ottenuto il titolo: i Calgary Flames e gli Edmonton Oilers hanno ottenuto tre successi, le altre quattro franchigie premiate sono i Montreal Canadiens, i Toronto Maple Leafs, i Vancouver Canucks e i Winnipeg Jets.

## Vincitori

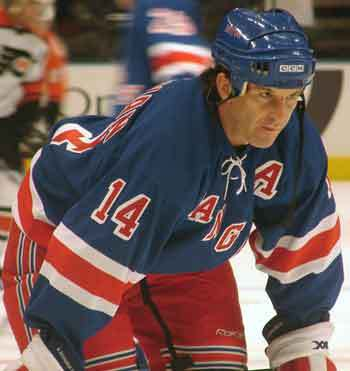
Brendan Shanahan, vincitore nel 2003.

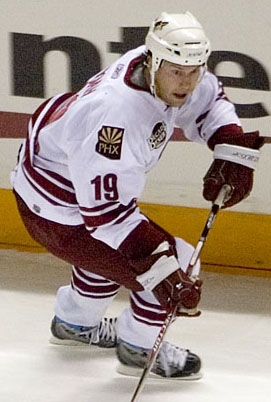
Shane Doan, vincitore nel 2010.

Giocatore ancora in attività nella NHL.
| Stagione  | Vincitore                            | Squadra                              | Vittoria #                           |
| --------- | ------------------------------------ | ------------------------------------ | ------------------------------------ |
| 1987-88   | Lanny McDonald                       | Calgary Flames                       | 1                                    |
| 1988-89   | Bryan Trottier                       | New York Islanders                   | 1                                    |
| 1989-90   | Kevin Lowe                           | Edmonton Oilers                      | 1                                    |
| 1990-91   | Dave Taylor                          | Los Angeles Kings                    | 1                                    |
| 1991-92   | Ray Bourque                          | Boston Bruins                        | 1                                    |
| 1992-93   | Dave Poulin                          | Boston Bruins                        | 1                                    |
| 1993-94   | Adam Graves                          | New York Rangers                     | 1                                    |
| 1994-95   | Joe Nieuwendyk                       | Calgary Flames                       | 1                                    |
| 1995-96   | Kris King                            | Winnipeg Jets                        | 1                                    |
| 1996-97   | Trevor Linden                        | Vancouver Canucks                    | 1                                    |
| 1997-98   | Kelly Chase                          | St. Louis Blues                      | 1                                    |
| 1998-99   | Rob Ray                              | Buffalo Sabres                       | 1                                    |
| 1999-2000 | Curtis Joseph                        | Toronto Maple Leafs                  | 1                                    |
| 2000-01   | Shjon Podein                         | Colorado Avalanche                   | 1                                    |
| 2001-02   | Ron Francis                          | Carolina Hurricanes                  | 1                                    |
| 2002-03   | Brendan Shanahan                     | Detroit Red Wings                    | 1                                    |
| 2003-04   | Jarome Iginla                        | Calgary Flames                       | 1                                    |
| 2004-05   | Premio non assegnato per il lockout. | Premio non assegnato per il lockout. | Premio non assegnato per il lockout. |
| 2005-06   | Olaf Kölzig                          | Washington Capitals                  | 1                                    |
| 2006-07   | Saku Koivu                           | Montreal Canadiens                   | 1                                    |
| 2007-08   | Vincent Lecavalier                   | Tampa Bay Lightning                  | 1                                    |
| 2008-09   | Ethan Moreau                         | Edmonton Oilers                      | 1                                    |
| 2009-10   | Shane Doan                           | Phoenix Coyotes                      | 1                                    |
| 2010-11   | Doug Weight                          | New York Islanders                   | 1                                    |
| 2011-12   | Daniel Alfredsson                    | Ottawa Senators                      | 1                                    |
| 2012-13   | Patrice Bergeron                     | Boston Bruins                        | 1                                    |
| 2013-14   | Andrew Ference                       | Edmonton Oilers                      | 1                                    |
| 2014-15   | Henrik Zetterberg                    | Detroit Red Wings                    | 1                                    |
| 2015-16   | Henrik Sedin                         | Vancouver Canucks                    | 1                                    |